# Analizator cyklotronowego rezonansu jonów z fourierowską transformacją wyników

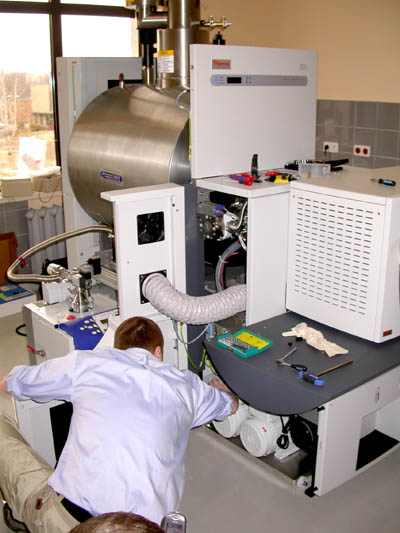
Tandemowy spektrometr mas ESI-LTQ-FTICR. Z tyłu widoczny elektomagnes nadprzewodzący analizatora FT-ICR. Własność Instytutu Biochemii i Biofizyki, PAN

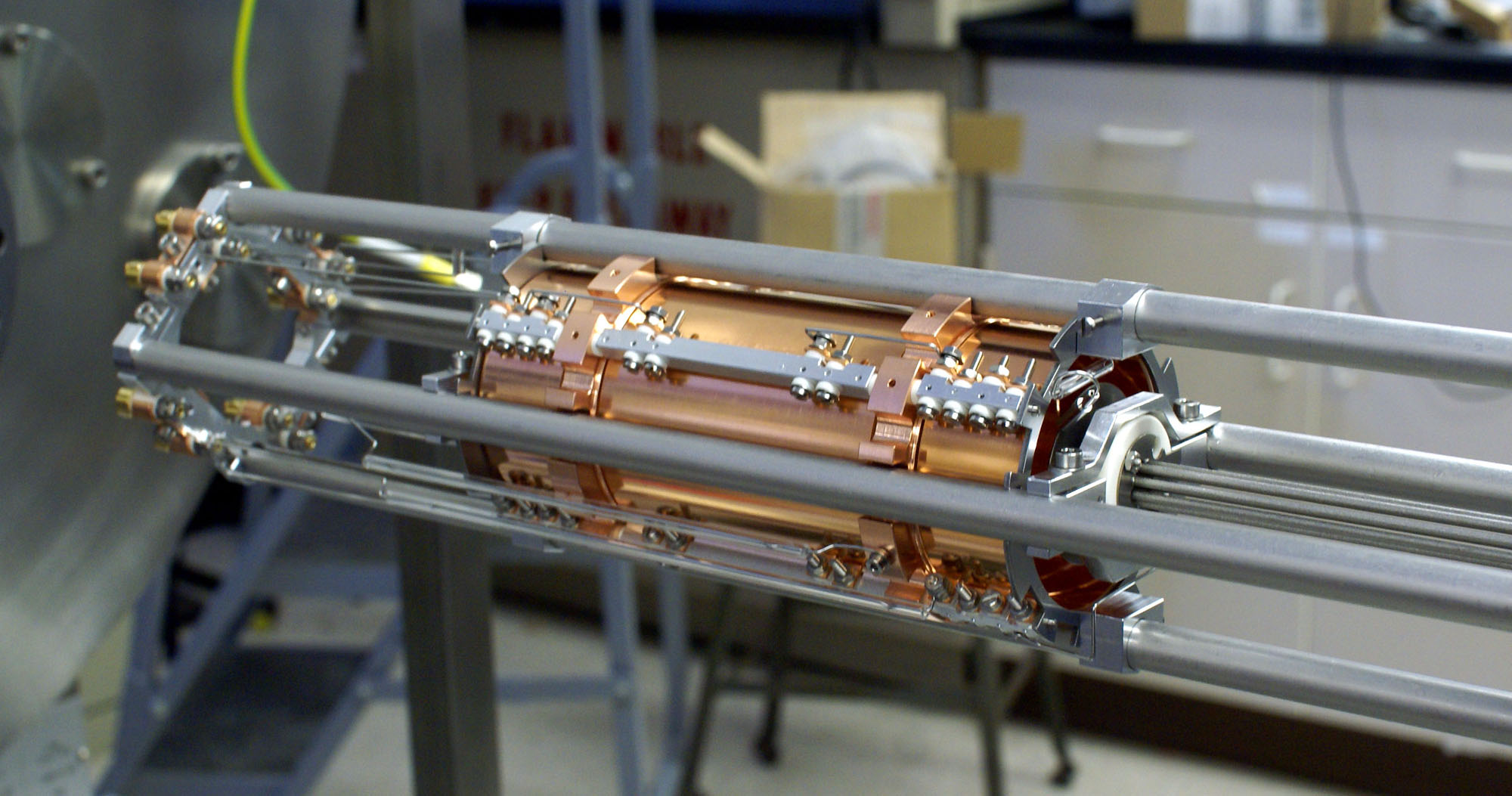
Komórka ICR ze spektrometru mas LTQ FT-ICR-Thermo-Electron. ICR jest wykonana z płyt miedzianych w kształcie cylindra. Z prawej strony pręty wewnątrz to oktopolowa liniowa pułapka jonowa. Jony przechodzą od prawej do lewej.

Analizator cyklotronowego rezonansu jonów z fourierowską transformacją wyników (Fourier Transform Ion Cyclotron Resonance, FT-ICR) – analizator stosunku masy do ładunku elektrycznego jonów, jest głównym elementem konstrukcji niektórych spektrometrów mas.
Analizator zbudowany jest na bazie pułapki jonowej. Jony wstrzyknięte do pułapki poruszają się w polu magnetycznym. W pierwszej fazie jony są wzbudzone (przyspieszane) zmiennym polem elektrycznym, wzbudzeniu ulegają tylko jony będące w rezonansie cyklotronowym z pobudzającym je polem. Po wzbudzeniu jony krążą w polu magnetycznym jako „pakiet” jonów. Krążący pakiet jonów indukuje napięcie elektryczne w elektrodach detekcyjnych. Indukowany sygnał rejestruje się, jako zależność napięcia od czasu. Poprzez wykonanie transformacji Fouriera zależność napięcia od czasu jest przekształcana na rozkład ilości jonów od stosunku masy do ładunku. Pomiar nie usuwa (zazwyczaj) badanych jonów z pułapki.
W pułapce analizatora poprzez odpowiednie wzbudzanie można selekcjonować jony, usuwać wybrane jony, chłodzić jony.
Analizatory FT-ICR są znacznie szybsze niż tradycyjne analizatory ICR. Inne parametry takie jak rozdzielczość, czułość, są podobne. Do przetwarzania sygnału z analizatora FT-ICR stosuje się komputery. Analizatory FT-ICR wyparły obecnie z rynku analizatory ICR.

## Historia
Pierwszy analizator FT-ICR skonstruowali Melvin B. Comisarow i Alan G. Marshall w 1973 roku na University of British Columbia. Pierwsze spektrum [CH4]+ uzyskano 17 grudnia 1973 roku. A.G. Marshal przyczynił się do opracowania teorii wzbudzenia jonów i wprowadził wzbudzanie szerokopasmowe z użyciem odwrotnej transformaty Fouriera (SWIFT), w celu uzyskania optymalnego kształtu fali wzbudzenia w pułapce jonowej spektrometru mas.
Konstrukcja FT-ICR jest połączeniem rozwijanych od około 1970, między innymi przez McIvera, konstrukcji analizatorów masy opartych na rezonansie magnetycznym (ICR), oraz używanej już wówczas w spektroskopii magnetycznego rezonansu jądrowego transformacji Fouriera.

## Teoria

### Cyklotronowy rezonans jonów
Jon poruszający się w polu magnetycznym doznaje działania siły od tego pola. Siła ta działa prostopadle do pola magnetycznego i zależy od składowej prędkości prostopadłej do indukcji magnetycznej. Pole magnetyczne nie wpływa na składową prędkości równoległą do linii pola magnetycznego. W wyniku tego, pomijając ruch jednostajny wzdłuż linii pola magnetycznego, w stałym i jednorodnym polu magnetycznym jon porusza się po okręgu, a jego prędkość kątową i promień okręgu określają wzory:
{\displaystyle \omega _{c}=B{\frac {q}{m}},}
{\displaystyle r=v_{xy}B{\frac {m}{q}}.}
Z prawidłowości tych wynika, że wszystkie jony o danym stosunku ładunku do masy poruszają się z taką samą częstością kołową, zjawisko to nazywa się rezonansem cyklotronowym. Promień ruchu jonu zależy od jego prędkości. Ruch jonu w polu magnetycznym może być rejestrowany nawet przez sekundę umożliwiając dokładne zmierzenie częstości kołowej, a tym samym dokładne wyznaczenie stosunku masy do ładunku.
Jedną z technik detekcji jonów jest rejestracja potencjału /prądu wzbudzanego w elektrodach detekcyjnych przez przelatujący w pobliżu elektrody jon. Detekcja nie jest możliwa jeżeli jony poruszają się po okręgu o zbyt małym promieniu oraz gdy w pobliżu elektrody jest ich cały czas tyle samo bo są równomiernie rozłożone na okręgu. Dlatego do wydajnej pracy analizatora potrzebne są jony o odpowiedniej prędkości i uformowane w odpowiedni pakiet.
Jony wprowadzane do analizatora są w równowadze termicznej z otoczeniem mają przypadkowe prędkości zależne od temperatury. Prędkościom tym odpowiada pewien promień cyklotronowy. Promień ten musi być znacznie mniejszy od promienia przyspieszonych jonów, tak by nieprzyspieszone jony nie zaburzały detekcji jonów. Dlatego w analizatorach musi być silne pole magnetyczne, przykładowo w polu magnetycznym o indukcji 3 tesli promień cyklotronowy jonu o masie 100 u w przybliżeniu wynosi 0,08 mm.

### Pobudzanie
Jony krążące w polu magnetycznym mogą być poddane działaniu zmiennego pola elektrycznego, pole to przekazuje tylko energię tym jonom, które są w rezonansie (mają tę samą częstość kołową co pole). Pozostałe jony nie są pobudzane, są cyklicznie przyspieszane i opóźniane.
Przykładowo jon o jednym ładunku elementarnym i masie 100 u, w polu o indukcji 3 T, którego promień cyklotronowy wynosi 1 cm ma prędkość 29 700 m/s, co odpowiada energii 434 eV, podczas fazy pomiaru trwającej jedną sekundę jon taki przebywa drogę około 30 km. Pułapka o średnicy kilku centymetrów zapewnia rozdzielczość jak urządzenie sektor magnetyczny o długości kilku metrów.
Pobudzanie jedną częstotliwością
Jeżeli układ rozpędzający jony jest zbudowany z dwóch równoległych płyt, zasilanych napięciem przemiennym to uzyskuje energię kinetyczną równą:
{\displaystyle E_{przysp}={\frac {q^{2}V_{pp}^{2}T^{2}}{8d^{2}m}},}
gdzie:
{\displaystyle q} – ładunek jonu,
{\displaystyle V_{pp}} – różnica między szczytami napięcia,
{\displaystyle T} – czas przyspieszania,
{\displaystyle d} – odległość między płytami przyspieszającymi,
{\displaystyle m} – masa jonu.
Energia uzyskiwana przez jon w wyniku działania pola elektrycznego przez określony czas nie zależy od indukcji magnetycznej, a zależy od masy jonu. Promień cyklotronowy jonu zależy od masy jonu i jego prędkości, a ta zależy od energii.
Pobudzanie odbywa się napięciem przemiennym, jon zachowuje się jak oscylator harmoniczny wymuszony bez tłumienia. Intensywność pobudzenia maleje wraz z oddalaniem się od rezonansu, szerokość krzywej rezonansowej określa wzór:
{\displaystyle {\frac {1}{T}}>|\omega -\omega _{c}|.}
Nierówność ta określa zakres selekcji mas podczas pobudzania. Z zależności tej wynika; by uzyskać pobudzenie jonów w określonym przedziale stosunku masy do ładunku czas pobudzania musi być mniejszy od wyznaczonego z tego wzoru. Czas i napięcie między płytami wyznaczają energię uzyskaną przez jony, dlatego by uzyskać odpowiednią energię (promień cyklotronowy) trzeba stosować wysokie napięcie pobudzania, w praktyce nawet rzędu 10 000 V.
Pobudzanie szerokopasmowe
Pobudzaniem szerokopasmowym nazywa się takie pobudzenie, w którym zmienia się częstotliwość drgań pobudzających.
W metodzie przemiatania częstotliwości zwanej ćwierkaniem (j. ang. chirp) wzbudzenia jest wykonywane przez ciągłą zmianę częstotliwości wzbudzenia, odpowiednio dobrana zależność częstotliwości od czasu umożliwia osiągnięcie wzbudzenia o stosunkowo płaskiej charakterystyce w szerokim zakresie częstotliwości, przy wykorzystaniu stosunkowo niskiego napięcia wzbudzenia. Wadą tej metody wzbudzenia jest niejednorodność amplitudy wzbudzenia w całym spektrum i ograniczona selektywność masowa na początku i na końcach przedziału wzbudzania, co przekłada się na błędy stężania jonów o różnych masach.
Lepszą metodą jest pobudzanie napięciem którego chwilowa wartość jest określona przez odwrotną transformatę Fouriera zwana SWIFT (j. ang. stored waveform inverse Fourier transform). Chodzi o odwrócenie procesu i rozpoczęcia od określenia żądanego profilu wzbudzenia w dziedzinie masy, przekształcenie go na widmo wzbudzenia w dziedzinie częstotliwości, wykonywania odwrotnej transformaty Fouriera, w celu otrzymania żądanej charakterystyki wzbudzenia drgań w dziedzinie czasu (zależność napięcia pobudzającego od czasu). W ten sposób można stworzyć w widmie masowym okna, w których jony są wzbudzane, a w innych oknach tak silnie wzbudzone, że zostaną wyrzucone z analizatora, zapewniając w ten sposób pełną masową selektywność w szerokim pasmie lub zwiększenia zakresu dynamicznego za pomocą selektywnego wyrzucania jonów, które nie interesują badaczy a poprzez swą obfitość zaburzają analizę innych jonów. W SWIFT osiąga się najbardziej płaską i najbardziej selektywną charakterystykę wzbudzenia.
Po wzbudzeniu jony mają energię będącą sumą energii termicznej jonów w momencie ich wytworzenia oraz energii pobudzania. Prędkość jonu wynikająca z temperatury początkowej jonów ma kierunek i wartość przypadkową, podczas gdy prędkość uzyskana przez wszystkie jony o tej samej masie znajdujące się w jednym pakiecie jest jednakowa. Pomijając energię termiczną, grupa jonów tworząca pakiet krąży w analizatorze jako pakiet.
Przyspieszony jon może pozostać w analizatorze i będzie wykrywany w fazie detekcji, jeżeli uzyska zbyt dużą energię opuści analizator. Przestrzeń analizatorów nie jest idealną próżnią, a wręcz czasami jest celowo wypełniany atomami gazu. Jony zderzają się z atomami zmieniając swą energię, taki jon może opuścić pakiet i nie będzie rozpoznawany jako jon o danym stosunku m/z.

### Detekcja jonów
Podstawowym sposobem detekcji jonów w analizatorach masy ICR jest indukowanie się obrazu ładunku w elektrodach detekcyjnych. W układzie detekcyjnym wykonanym z dwóch równoległych płyt, ładunek jonu indukuje ładunek:
{\displaystyle Q=-{\frac {2qy}{d}}.}
Poruszanie się jonu między płytami wywołuje w układzie detekcyjnym prąd o natężeniu:
{\displaystyle I={\frac {dQ}{dt}}=-{\frac {2q}{d}}{\frac {dy}{dt}}=-{\frac {2q}{d}}v_{y}.}
Prędkość jonu jest proporcjonalna do promienia cyklotronowego jonu, a ten jest zależny od wzbudzania na częstotliwości cyklotronowej jaką ma jon, dlatego wielkość sygnału ICR na danej częstotliwości zależy nie tylko od liczby jonów, ale także od intensywności wzbudzania na danej częstotliwości. Transformata Fouriera sygnału ICR w dziedzinie czasu daje to samo widmo absorpcyjne, które zostałoby uzyskane przez pomiar absorpcji energii podczas przeszukiwania nieskończenie powoli bardzo wąskim pasmem w całym zakresie. Z zasady superpozycji wynika, że sygnały z dowolnej liczby jonów o dowolnej wartości m/z dodają sygnał do detektora; w ten sposób, jony o szerokim zakresie m/z mogą być jednocześnie wykrywane. Z powyższych własności wynika, że można wzbudzać jony z wybranego przedziału, następnie analizować otrzymany sygnał z użyciem transformacji Fouriera, uzyskując spektrum punktów, co skraca czas potrzebny do skanowania widma w porównaniu od jednopunktowej analizy spektrum m/z.
Zdolność wykrywania jonów (limit detekcji) przez elektryczny układ detekcyjny zależy od pojemności elektrycznej układu wejściowego, czułości wzmacniacza, szumu układu oraz współczynnika zależnego od promienia cyklotronowego jonu w analizatorze. Limit detekcji dla typowej pułapki to około 190 jonów.

### Zderzenia z neutralnymi cząsteczkami
W analizatorach ICR obserwuje się zmniejszanie się sygnału od pakietu jonów o identycznym m/z. Jeśli wyciek jonów z pułapki jest niewielki, to jednorodny (relaksacyjny) zanik sygnału może być wywołany przez zderzenia jonów z cząstkami neutralnymi w analizatorze. Jeśli krążące jony mają masę znacznie większą od neutralnych cząsteczek (atomów), to jon w każdym zderzeniu traci niewielką część swej energii. Takie przypadkowe zderzania jonów, w których jon traci niewielką część swej energii nie wyrzucają jonów z pakietu a pakiet jako całość zmniejsza promień oscylacji. Opracowywane są różne modele tłumienia ruchu jonów, jednym z nich jest rozważenie ruchu pakietu jonów jako drgań oscylatora harmonicznego z tłumieniem. Częstość oscylatora tłumionego jest mniejsza od oscylatora bez tłumienia:
{\displaystyle \omega _{o}^{2}=\omega _{c}^{2}-\xi ^{2},}
{\displaystyle \xi ={\frac {1}{\tau }}={\frac {m_{n}}{m_{j}+m_{n}}}N,}
gdzie:
{\displaystyle m} – odpowiednio masa cząstki neutralnej i jonu,
{\displaystyle N} – liczba zderzeń jonu z cząsteczką w czasie jednej sekundy.
W analizatorach ICR wprowadza się celowo atomy helu lub cząstki azotu w celu tłumienia ruchu jonów (studzenia jonów). Jony w wyniku zderzeń z obojętnymi cząstkami dążą do równowagi termodynamicznej.

### Oscylacje jonów wzdłuż pola magnetycznego
Jony w analizatorze masy muszą w nim pozostać przez czas wzbudzania oraz pomiaru, czas ten może przekroczyć nawet 1 sekundę. Silne jednorodne pole magnetyczne uniemożliwia ucieczkę jonu w kierunku prostopadłym do pola, ale wzdłuż linii pola (oś Z) jon porusza się bez ograniczeń. By przeciwdziałać ucieczce jonów wzdłuż pola magnetycznego najczęściej stosuje się pole elektrostatyczne ukształtowane tak by jon w środku analizatora miał minimum energii. Jony w tym kierunku mają niewielką energię (energię termiczną) do pułapkowania jonów wystarcza napięcie około 1 wolta. Jeżeli potencjał pola wzdłuż osi Z jest funkcją kwadratową (kwadrupolowy osiowo), to ruch jonu wzdłuż osi Z jest ruchem harmonicznym, jego częstotliwość nie zależy od miejsca jonu w pułapce. Osiowe pole pułapkujące wpływa na częstość ruchu cyklotronowego jonu. Potencjał jonu w oraz równanie ruchu jonu w jednorodnym polu magnetycznym i kwadrupolowym polu elektrycznym można wyrazić wzorami:
{\displaystyle \Phi (r,z)=V_{trap}\left(\gamma +{\frac {\alpha }{2a^{2}}}(2z^{2}-r^{2})\right),}
{\displaystyle m{\frac {d^{2}z}{dt^{2}}}=-q\nabla \Phi (r,z),}
{\displaystyle \omega _{z}={\sqrt {\frac {2qV_{z}\alpha }{ma^{2}}}}.}
Dla pułapki o idealnie kwadrupolowym potencjale współczynniki wynoszą {\displaystyle \gamma =0{,}5} i {\displaystyle \alpha =4,} w takiej pułapce przy {\displaystyle V_{z}=1{\text{ V}},} a {\displaystyle \alpha =2{,}5{\text{ cm}},} dla jonu o m/z = 1000, częstość kołowa jonu wynosi około 1,5 s−1 (częstotliwość drgań 4,58 Hz). Konstrukcja pułapki o elektrodach zapewniających kwadrupolowy potencjał pułapkujący jest trudna, konstruuje się pułapki w których elektrody przyspieszające, detekcyjne i pułapkujące mają inny kształt. W pułapce, której elektrody tworzą sześcian (Comisarow) współczynnik {\displaystyle \gamma =0{,}33333,} a {\displaystyle \alpha =2{,}77373,} w pułapce w kształcie cylindra współczynnik {\displaystyle \gamma =0{,}2787,} a {\displaystyle \alpha =2{,}8404.}

### Ruch w obecności pola elektrycznego w płaszczyźnie prostopadłej do pola magnetycznego
Kwadrupolowy potencjał elektryczny wytwarza także siłę w płaszczyźnie prostopadłej do linii pola magnetycznego w której krążą jony:
{\displaystyle F={\frac {qV_{z}\alpha }{a^{2}}}r.}
Siła ta zmienia równanie ruchu jonu na:
{\displaystyle \omega ^{2}-{\frac {qB}{m}}\omega +{\frac {qV_{z}\alpha }{ma^{2}}}=0.}
Z rozwiązania tego równania wynika, że ruch jonu jest złożeniem dwóch ruchów po okręgu o częstościach:
{\displaystyle \omega _{+}={\frac {\omega _{c}}{2}}+{\sqrt {\left({\frac {\omega _{c}}{2}}\right)^{2}-{\frac {\omega _{z}^{2}}{2}}}},}
{\displaystyle \omega _{-}={\frac {\omega _{c}}{2}}-{\sqrt {\left({\frac {\omega _{c}}{2}}\right)^{2}-{\frac {\omega _{z}^{2}}{2}}}}.}
Pierwsza częstość niewiele różni się od częstotliwości jonu bez kwadrupolowego pola elektrycznego i zwana zredukowaną częstością cyklotronową, druga jest znacznie mniejsza od częstości cyklotronowej i jest zwana częstością magnetronową. Dla jonów o większej masie częstotliwość cyklotronowa jest mniejsza, a częstotliwość magnetronowa większa. Jon krąży w polu magnetycznym jeżeli wartość pod pierwiastkiem w powyższych równaniach jest większa od zera, co prowadzi do warunku
{\displaystyle \omega _{c}^{2}-2\omega _{z}^{2}>0.}
Częstość cyklotronowa zależy od indukcji pola magnetycznego, a częstość drgań wzdłuż pola od napięcia pułapkującego i konstrukcji pułapki, warunek ten narzuca stosowanie silnego pola magnetycznego w pułapkowych analizatorach masy.
Istnienie pola elektrycznego pola pułapkującego zaburza liniową zależność stosunku z/m (odwrotności m/z) z częstością cyklotronową, którą trzeba uwzględnić przy obliczaniu stosunku m/z. Stosuje się zależność (Ledford i inni., 1984):
{\displaystyle {\frac {m}{z}}={\frac {A}{\omega _{+}}}+{\frac {B}{\omega _{+}^{2}}}.}
Współczynniki korekcyjne {\displaystyle A} i {\displaystyle B} dopasowuje się dla danej pułapki poprzez pomiar częstości dla znanych jonów. Proces ten nazywa się kalibracją analizatora.

### Ruch jonu w pułapce w obecności gazu
Oddziaływanie gazu obojętnego z jonami krążącymi w pułapce modeluje się jako siłę o wartości proporcjonalnej do wartości prędkości jonu i o zwrocie przeciwnym do zwrotu prędkości jonu. W modelu tym prędkość cyklotronowa jonu, a tym samym i promień tego ruchu zmniejsza się, zaś prędkość magnetronowa i odpowiadający jej promień zwiększa się. Wzrost promienia magnetronowego prowadzi do tego, że jony krążą coraz dalej od środka pułapki, co może doprowadzić do ucieczki jonów z pułapki. Prędkość cyklotronowa zmniejsza się aż jon będzie w równowadze termicznej z gazem buforującym.
Oddalanie się jonów do środka pułapki może być złagodzone, a nawet można zbliżyć jony do środka pułapki, poprzez sprzężenie ruchu magnetronowego i cyklotronowego za pomocą fali elektromagnetycznej o częstotliwości radiowej. Jony wzbudza się z częstotliwością równą sumie częstotliwości obu ruchów.